# El Bicho
El Bicho (ou Elbicho, la bestiole) est un groupe musical espagnol, venant pour moitié de Madrid et pour moitié d'Elche, de nouveau flamenco (aussi appelé flamenco fusion) et qui combine influences flamenco (rumbas, tangos et bulerías) avec des touches de jazz, de rock, de pop, de funk, de rythmes afro et de musiques du Maghreb. Le groupe est actif entre 2001 et 2010.

## Biographie
Six des huit membres du groupe se sont rencontrés en septembre 2001 à L'École de musique populaire à Madrid, dirigée par Guillermo McGill. En quelques semaines, ils commencent à jouer dans des petites salles et dans la rue. Le groupe est mené par Miguel Campello, à la fois chanteur, danseur et acrobate. 
Ils sont principalement influencés par la musique rock des années soixante-dix (Pink Floyd, Led Zeppelin...) et le flamenco (Camarón et Paco de Lucía).
En 2003 sort leur premier album studio du même titre (Elbicho) . Il est produit par Tino di Geraldo, Senheiser, Grumpy Joe, en collaboration avec les artistes de jazz, flamenco et pop Carles Benavent, Jorge Pardo et Tomatito.
En 2005, ils sortent leur deuxième album Elbicho II, autoproduit par le groupe, avec J. L. Garrido. Leur troisième album sort en 2007 avec le nom Elbicho VII. En 2009 un disque intitulé Elbich8 de imaginar, est une captation de leur concert du 16/05/2008 à Madrid. Une ultime compilation de titres inédits sort en 2010, To Junto / maketas 2000-2010.
En 2010, ils annoncent leur séparation, pour se consacrer à des projets personnels.

## Membres
- Miguel Campello (chant)
- Víctor Iniesta (guitare)
- Carlos Tato (basse)
- Toni Mangas (batterie)
- David Cobo Amores (percussion)
- Juan Carlos Aracíl (flûte)
- Pepe Andreu (trompette)
- Mario Díaz Bermejo (claviers)

## Discographie
- elbicho (2003)[6]
- elbicho II (2005)[7]
- elbicho VII (2007)[8]
- elbich8 de imaginar (2009) : captation d'un concert à Madrid  le 16/05/2008[9],[10],[11]
- To Junto / maketas 2000-2010 (2010) : compilation[12]

## Festivals
Le groupe s'est produit dans de nombreux festivals :

### Internationaux
- Rio Loco (France), Festival Mondial (Hollande), Festival Esperanzah! (Belgique), Nice Jazz Festival (France), Festival Mawazine (Rabat), Rock en eñe (Venezuela), Nuit Blanche de Rome (Italie), Siete Soles Siete Lunas (Açores), La Mar de Músicas (Maroc), World Music Festiv'Alpe (Suisse)[13], etc.

### Nationaux
- Etnosur, WOMAD, Festimad, Viñarock, Derrame rock, Azkena Rock Festival, Espárrago Rock, Extremúsika, Getxo Folk, Etnimalaga, Metrorock, Mediatic, Lagarto Rock, etc.

## Musique de films
- Siete mesas de billar francés  (Sept Tables de billard français) – Gracia Querejeta (2007)
- Cantando bajo la Tierra – Rolando Pardo (2004)
- Manolo Recicla – Manolo González (2002)